# Міколаєво (Підляське воєводство)
Міколаєво (пол. Mikołajewo) — село в Польщі, у гміні Краснополь Сейненського повіту Підляського воєводства.
Населення — 247 осіб (2011).
У 1975-1998 роках село належало до Сувальського воєводства.

## Демографія
Демографічна структура станом на 31 березня 2011 року:
|          | Загалом | Допрацездатний вік | Працездатний вік | Постпрацездатний вік |
| -------- | ------- | ------------------ | ---------------- | -------------------- |
| Чоловіки | 135     | 40                 | 81               | 14                   |
| Жінки    | 112     | 22                 | 63               | 27                   |
| Разом    | 247     | 62                 | 144              | 41                   |